# Saint-Sorlin-de-Conac
Saint-Sorlin-de-Conac ist eine französische Gemeinde mit 205 Einwohnern (Stand: 1. Januar 2022) im Département Charente-Maritime in der Region Nouvelle-Aquitaine (vor 2016 Poitou-Charentes); sie gehört zum Arrondissement Jonzac und zum Kanton Pons. Die Einwohner werden Saint-Sorlinois genannt.

## Geographie
Saint-Sorlin-de-Conac liegt etwa 41 Kilometer südlich von Saintes am Ästuar der Gironde. Umgeben wird Saint-Sorlin-de-Conac von den Nachbargemeinden Saint-Thomas-de-Conac im Norden, Saint-Georges-des-Agoûts im Nordosten und Osten, Saint-Bonnet-sur-Gironde im Südosten und Süden sowie Saint-Ciers-sur-Gironde im Süden und Südwesten.

## Bevölkerungsentwicklung
| Jahr                       | 1962 | 1968 | 1975 | 1982 | 1990 | 1999 | 2006 | 2019 |
| Einwohner                  | 354  | 305  | 231  | 224  | 212  | 201  | 199  | 199  |
| Quellen: Cassini und INSEE |      |      |      |      |      |      |      |      |

## Sehenswürdigkeiten
- Kirche Saint-Saturnin (siehe auch: Liste der Monuments historiques in Saint-Sorlin-de-Conac)

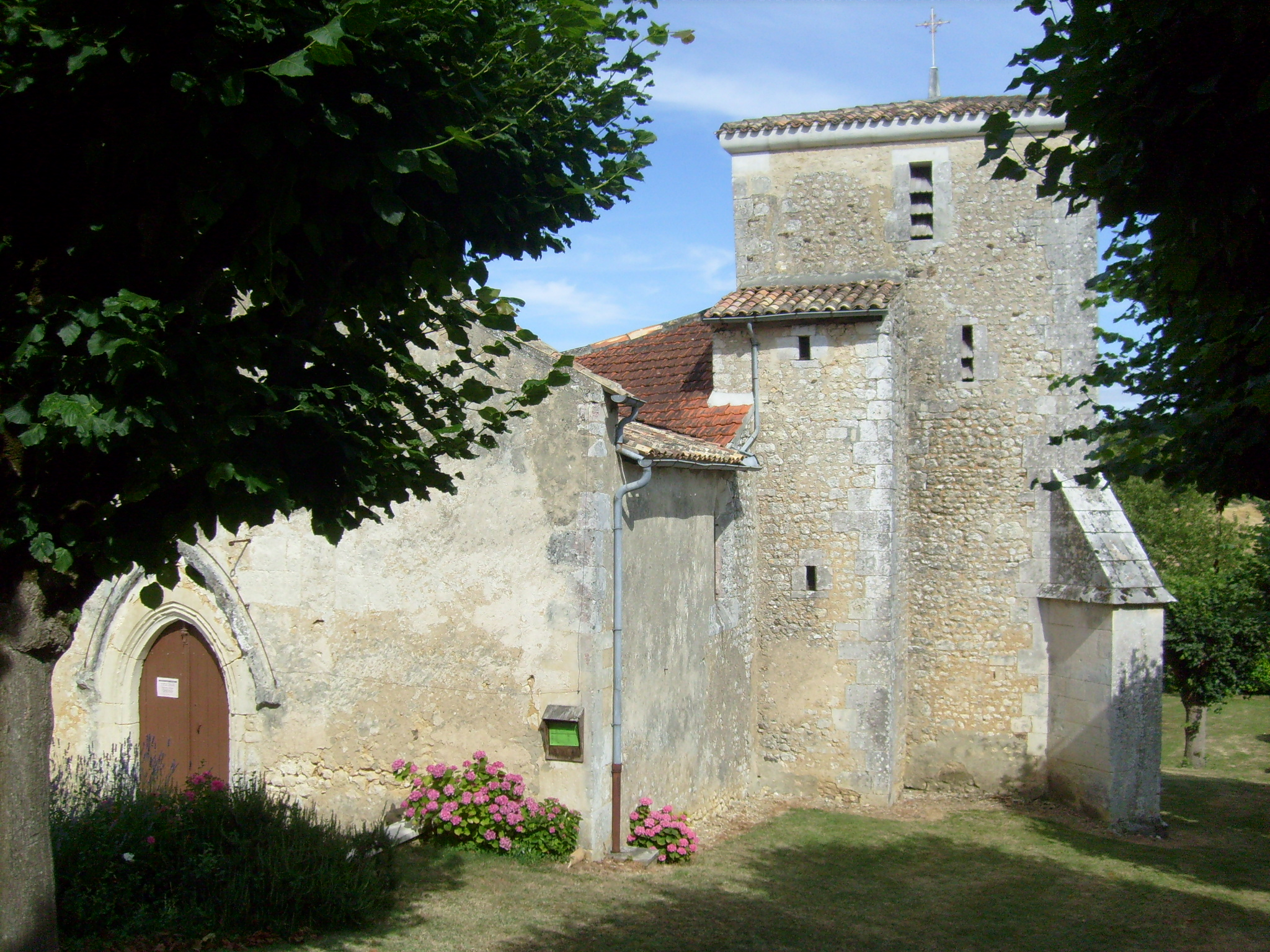
Kirche Saint-Saturnin

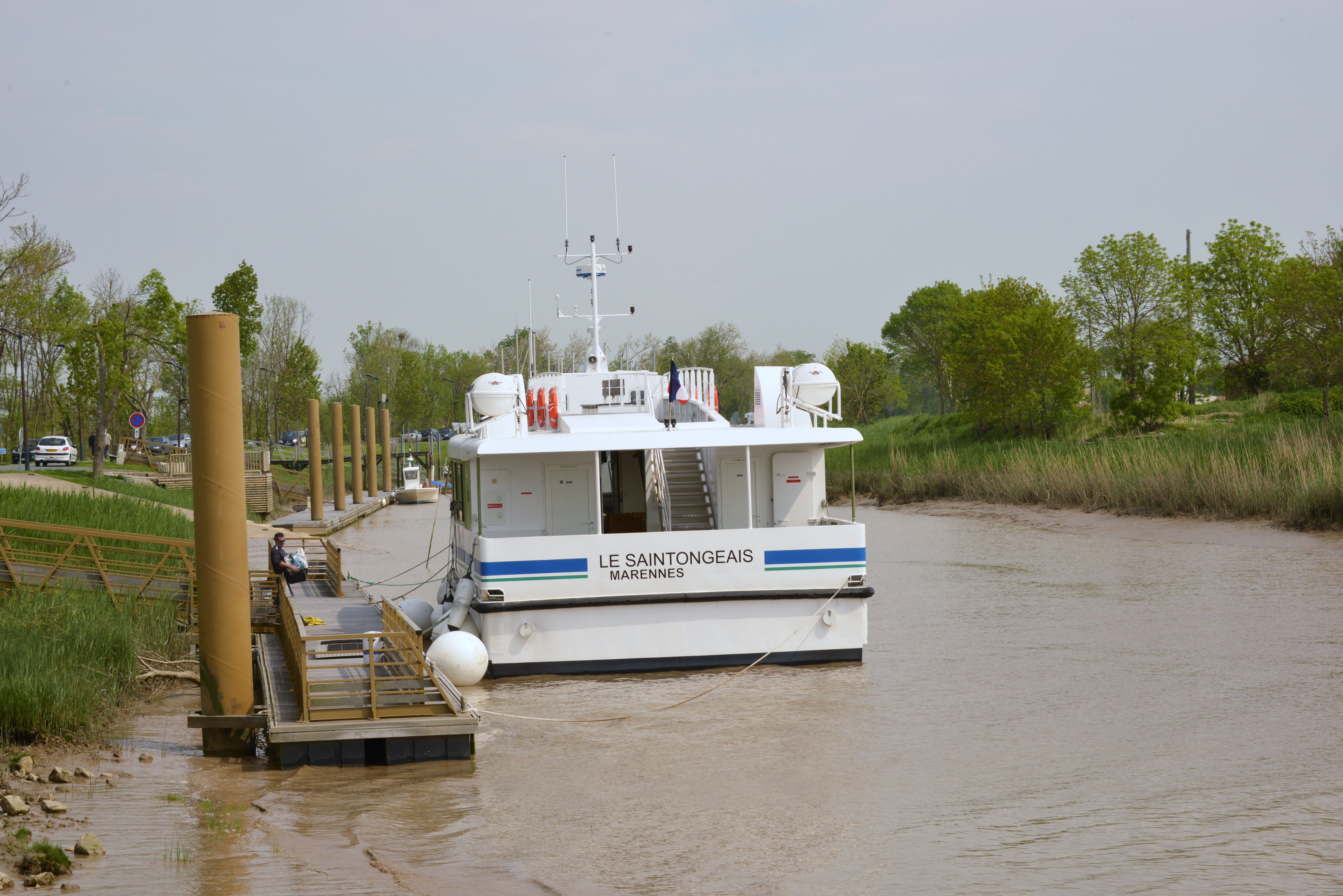
Schiffsanleger Port de Cônac